# یدالله محبی
یدالله محبی (زادهٔ ۱۸ آذر ۱۳۷۲ در کرمانشاه) کشتی‌گیر آزادکار ایرانی در دستهٔ فوق سنگین است. او برندهٔ سه مدال طلای قهرمانی آسیا در سال‌های ۲۰۱۷ و ۲۰۱۹ و ۲۰۲۲ شده‌است. وی قهرمان مسابقات ارتش‌های جهان ۲۰۲۱ در تهران شد. یدالله، برادرزاده محمدحسین و محمدحسن محبی کشتی گیران باسابقه ایران می‌باشد.

## فعالیت حرفه‌ای

### قهرمانی آسیا ۲۰۱۷
یدالله محبی در مسابقات قهرمانی آسیا در دهلی نو، هند با پیروزی برابرهای شانگ از چین (۱۱–۰)، زولبو ناتساگسورن از مغولستان (۵–۱) و کانگ جین نام از کره جنوبی (۸–۸، ضربه فنی) به رقابت پایانی راه یافت. محبی در دیدار نهایی مقابل سومیت سومیت از کشور میزبان به روی تشک رفت و در پایان با نتیجهٔ ۶ بر ۲ به برتری رسید و سومین مدال طلای ایران در این رقابت‌ها را بر گردن آویخت.

### قهرمانی جهان ۲۰۱۷
محبی با شکست دادن کمیل قاسمی عضو تیم ایران در مسابقات جهانی ۲۰۱۷ شد. او در وزن ۱۲۵ کیلوگرم مسابقات قهرمانی جهان ۲۰۱۷ در دور نخست با حساب ۳ بر ۲ از سد داویت مودزماناشویلی از ازبکستان گذشت و سپس با نتیجهٔ ۶ بر ۲ مقابل آلن زاسایف از اوکراین به پیروزی رسید، اما در مرحلهٔ یک‌چهارم نهایی با نتیجهٔ ۵ بر ۴ مغلوب نیک گویازدوفسکی از آمریکا شد و با شکست حریف آمریکایی در دور بعد مقابل طاها آکگل، محبی از گردونهٔ مسابقات کنار رفت.

### بازی‌های داخل سالن آسیا ۲۰۱۷
یدالله محبی در بازی‌های داخل آسیا در عشق‌آباد ابتدا با امتیاز عالی (۱۱ بر صفر) احمد الجامی از عراق را شکست داد و سپس ۲ بر یک مغلوب داویت مودزماناشویلی نمایندهٔ ازبکستان شد و با صعود این رقیب به دیدار پایانی، محبی جواز رقابت در مرحلهٔ شانس دوباره را کسب کرد. او ۱۴ بر ۴ برابر فرهاد آناکولوف از ازبکستان و ۱۰ بر ۶ مقابل دولت شبان‌بای از قزاقستان به پیروزی رسید و صاحب مدال برنز شد.

### قهرمانی آسیا ۲۰۱۹
محبی در قهرمانی آسیا ۲۰۱۹ توانست با کسب ۳۴ امتیاز و از دست دادن تنها یک امتیاز به نشان زرین دست پیدا کند. در شی‌آن، چین محبی توانست مظفر ژاپویف از قرقیزستان را ۱۱–۰، دونگ هوان کیم از کره جنوبی را ۱۰–۰ و حسن بوی رحیم‌اف از ازبکستان را ۱۱–۰ شکست دهد و به دیدار پایانی برسد. وی در دیدار پایانی با نتیجهٔ ۲ بر یک ژیوی دنگ از چین را مغلوب کرد و به مدال طلا دست یافت.

### قهرمانی جهان ۲۰۱۹
محبی در رقابت‌های قهرمانی جهان ۲۰۱۹ در نورسلطان ابتدا خودربولگا دورجخاندین از مغولستان را ۶–۱ و نیک گویازدوفسکی از آمریکا را ۵–۲ مغلوب کرد اما در رقابت سوم برابر اولکساندر خوتسیانیفسکی از اوکراین با نتیجهٔ ۳ بر ۲ مغلوب شد و با توجه به شکست نمایندهٔ اوکراین برابر گنو پتریاشویلی در رقابت نیمه‌نهایی، محبی از دور رقابت‌ها کنار رفت.

### کشتی آزاد قهرمانی نظامیان جهان ۲۰۲۱
یدالله محبی در مسابقات کشتی آزاد قهرمانی نظامیان جهان ۲۰۲۱، در دور نخست با نتیجه ۱۰ بر ۸ از سد لیووا گئورگیان از ارمنستان گذشت و راهی مرحله نیمه نهایی شد. وی در این مرحله کامارا محمد سالیو از گینه را با نتیجه ۱۰ بر صفر مغلوب کرد و راهی دیدار فینال شد. محبی در این دیدار مقابل روبرت باران از لهستان با نتیجه ۷ بر صفر پیروز شد و به مدال طلا دست یافت

### قهرمانی آسیا ۲۰۲۲
در وزن ۱۲۵ کیلوگرم یداله محبی پس از استراحت در دور نخست در دور دوم با نتیجه ۱۱ بر ۲ و ضربه فنی سرداربک خولماتوف از ازبکستان را مغلوب کرد و به مرحله نیمه نهایی راه یافت. وی در این مرحله با نتیجه ۱۲ بر ۲ باتماگنای انختووشین از مغولستان را از پیش رو برداشت و راهی دیدار فینال شد. محبی در دیدار پایانی با نتیجه ۳ بر ۱ علیشیر یرگالی از قزاقستان را شکست داد و به مدال طلا دست یافت.